# Цепков
Цепков (њем. Zepkow) општина је у њемачкој савезној држави Мекленбург-Западна Померанија. Једно је од 60 општинских средишта округа Мириц. Према процјени из 2010. у општини је живјело 216 становника. Посједује регионалну шифру (AGS) 13056074.

## Географски и демографски подаци
Цепков се налази у савезној држави Мекленбург-Западна Померанија у округу Мириц. Општина се налази на надморској висини од 70 метара. Површина општине износи 12,6 km². У самом мјесту је, према процјени из 2010. године, живјело 216 становника. Просјечна густина становништва износи 17 становника/km².